# Wilkiea cordata
Wilkiea cordata är en tvåhjärtbladig växtart som beskrevs av Whiffin. Wilkiea cordata ingår i släktet Wilkiea och familjen Monimiaceae. Inga underarter finns listade i Catalogue of Life.